# Павлов, Вадим Николаевич
Вадим Николаевич Павлов (15 декабря 1929 — 14 ноября 2020) — советский и российский ботаник, член-корреспондент РАН (2000), заслуженный профессор МГУ.

## Биография
Родился 15 декабря 1929 года в Москве в семье ботаника Н. В. Павлова (1893—1971) — специалиста в области систематики и ботанической географии, позднее академика АН Казахской ССР, заслуженного деятеля науки Казахской ССР, лауреата Сталинской премии (1948).
В 1952 году окончил биолого-почвенный факультет МГУ, а в 1955 году — аспирантуру там же. В 1955 году защитил кандидатскую диссертацию «„Основные закономерности вертикально-поясного распределения растительного покрова казахстанских субтропиков. Бостандыкский район Южно-Казахстанской обл.“».
С 1965 года — заведующий гербарием МГУ имени Д. П. Сырейщикова.
В 1980 году защитил докторскую диссертацию «„Закономерности растительного покрова Западного Тянь-Шаня“». В 1984 году присвоено учёное звание профессора.
С 1982 года по 2010 годы — заведующий кафедрой геоботаники биологического факультета МГУ.
26 мая 2000 года избран членом-корреспондентом РАН.
Скончался 14 ноября 2020 года. Похоронен на Востряковском кладбище в Москве (участок 100).

## Научная деятельность
Область научных интересов: ботаническая география, география горных стран, экология растений в условиях высокогорий, типология растительных сообществ, флористика, фитоценология, экология и систематика растений, история ботаники, охрана природы.
Вёл исследовательские работы по изучению растительного покрова гор Евразии, провёл исследования флоры и растительности малоизученных районов, описал ряд новых видов.
Под его руководством коллектив кафедры геоботаники изучает основное разнообразие биогеоценозов различных природных зон страны, готовит и издает многотомную сводку «Биологическая флора Московской области» (вышло 15 выпусков).
В МГУ читал курсы лекций «Ботаническая география», «Ботаника», «Систематика высших растений», оригинальные спецкурсы «Растительность горных областей», «Основные закономерности растительного покрова России и сопредельных стран», «История и методы систематики растений», лекции по истории и организации гербария.
Под его руководством защищено 16 кандидатских диссертаций, в том числе для Сирии, Египта и Китая и две докторские диссертации.
Автор и соавтор более 160 научных работ, в том числе 11 монографий, справочников и учебных пособий.
Участие в научных организациях
- член Научного совета РАН по ботанике и Научного совета РАН по изучению и охране культурного и природного наследия;
- член Совета по биоразнообразию Госкомприроды России;
- заместитель главного редактора журнала «Бюллетень Московского общества испытателей природы. Отдел биологический»;
- член совета Русского ботанического общества при РАН и Президиума совета Московского общества испытателей природы;
- член Международной ассоциации по таксономии растений.

- По природным зонам: Растительность, почвы, наземные позвоночные (Вып.1.1969; Вып.2.1974, в соавт.);
- Травянистые растения СССР (в 2т., 1971, в соавт.);
- Гербарий Московского университета (1978, в соавт.);
- Растительный покров Западного Тянь-Шаня (1980);
- Растения Красной книги СССР (в соавт., 1990),
- Кафедра геоботаники Московского университета: 75 лет со дня основания (2004);
- Alpine ecosystems in Northwest Caucasus (2004, в соавт.);
- Гербарий Московского университета (MW): история, современное состояние и перспектива развития (2006, в соавт.)

## Награды[2]
- Заслуженный профессор МГУ (2006)
- Лауреат премии Московского общества испытателей природы (в составе группы, за 2006 год) — Монография «Гербарий Московского университета (MW): история, современное состояние и перспективы развития» (С. А. Баландин и др.; под ред. С. А. Баландина. М., 2006. 492 с.)[5]

## Виды растений, названные в честь В. Н. Павлова
Именем Вадима Николаевича названы некоторые виды растений:
- Chesneya pavlovii Kamelin & Gubanov (1983)[6]
- Dianthus pavlovii Lazkov (2002)[7]